# Gassjön (Gårdsby socken, Småland)
Gassjön är en sjö i Växjö kommun i Småland och ingår i Mörrumsåns huvudavrinningsområde. Sjön har en area på 0,407 kvadratkilometer och ligger 184 meter över havet.

## Delavrinningsområde
Gassjön ingår i det delavrinningsområde (631688-143776) som SMHI kallar för Utloppet av Helgasjön. Medelhöjden är 177 meter över havet och ytan är 176,84 kvadratkilometer. Räknas de 57 avrinningsområdena uppströms in blir den ackumulerade arean 1 223,62 kvadratkilometer. Avrinningsområdets utflöde Mörrumsån (Åbyån) mynnar i havet. Avrinningsområdet består mestadels av skog (46 procent) och jordbruk (11 procent). Avrinningsområdet har 49,66 kvadratkilometer vattenytor vilket ger det en sjöprocent på 28,1 procent. Bebyggelsen i området täcker en yta av 9,12 kvadratkilometer eller 5 procent av avrinningsområdet.